# Мосьциська (Ґродзиський повіт)
Мосьциська (пол. Mościska) — село в Польщі, у гміні Гродзиськ-Мазовецький Ґродзиського повіту Мазовецького воєводства.
Населення — 224 особи (2011).
У 1975-1998 роках село належало до Варшавського воєводства.

## Демографія
Демографічна структура станом на 31 березня 2011 року:
|          | Загалом | Допрацездатний вік | Працездатний вік | Постпрацездатний вік |
| -------- | ------- | ------------------ | ---------------- | -------------------- |
| Чоловіки | 94      | 22                 | 65               | 7                    |
| Жінки    | 130     | 33                 | 71               | 26                   |
| Разом    | 224     | 55                 | 136              | 33                   |